# PC/104

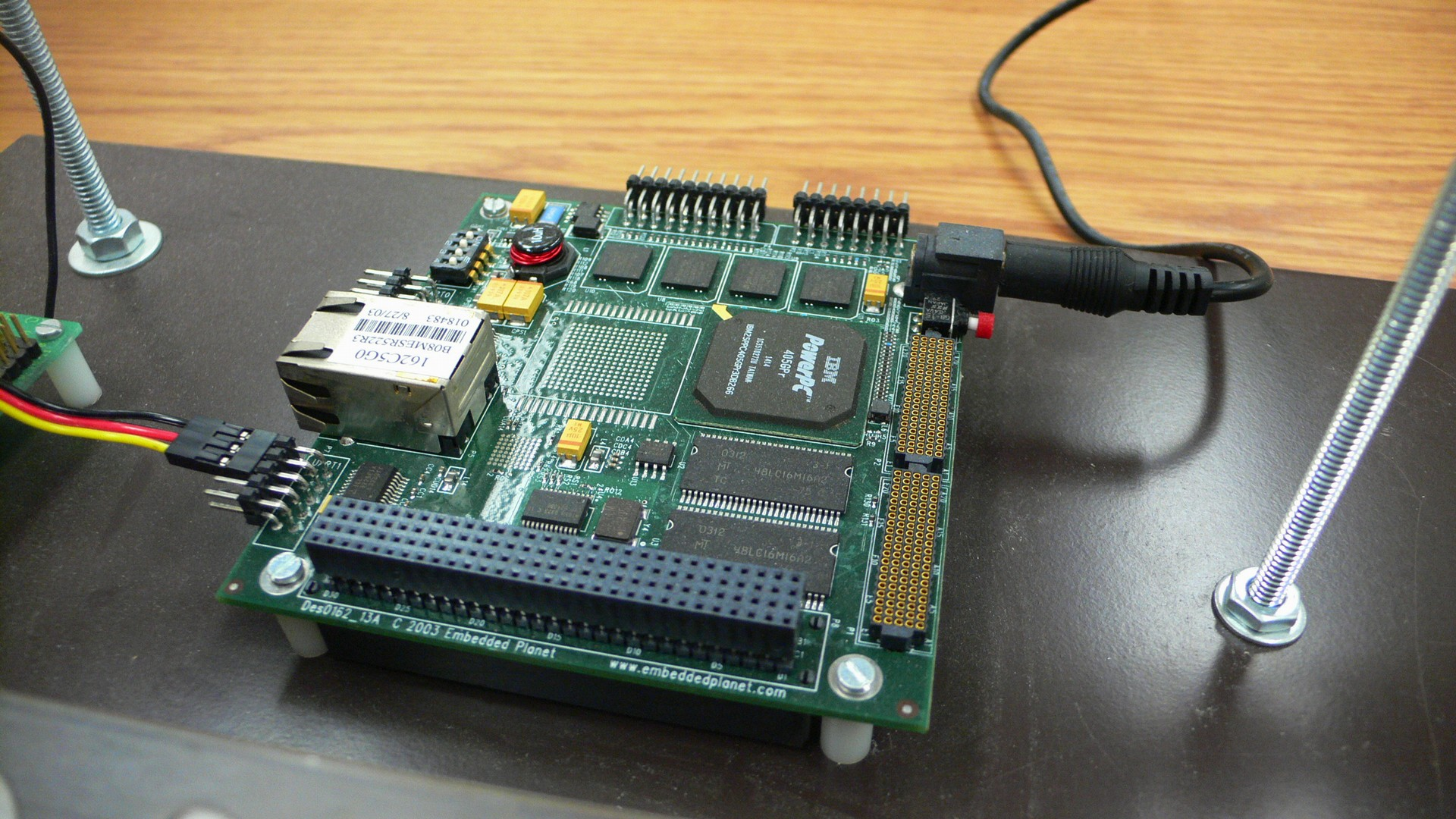
PCI-104-Modul mit PowerPC-CPU

Übersicht der verschiedenen Varianten

PC/104 ist ein Standard und Formfaktor der Elektronikindustrie für PC-kompatible Module, die zusammengesteckt ein komplexes Rechensystem bilden können.
Die erste Version wurde 1992 vom PC/104-Konsortium veröffentlicht. In diesem Standard ist sowohl die Modulgröße, die Lage möglicher Erweiterungsanschlüsse und die Bedeutung der Pins des ISA-kompatiblen PC/104-Steckers festgelegt. Die Module mit einer Leiterplattengröße von 90,17 mm × 95,89 mm (3,550" × 3,775") können direkt übereinander gesteckt werden, sodass auf eine Busrückwand (Backplane) verzichtet werden kann.
Der Name ist von dem von IBM entwickelten System „Personal Computer“ (PC) und der Anzahl der Anschlusspins (104) des Modulsteckers hergeleitet.
Mit der Verfügbarkeit von leistungsfähigeren Komponenten ist auch die Erweiterung des PC/104-Systems mit einem schnelleren Bussystem notwendig geworden. 1997 wurde PC/104 mit dem PCI-Bus ergänzt und weiterentwickelt; es wurde PC/104-Plus genannt. 2003 wurde PCI-104 vorgestellt. Hier wurde auf den Steckverbinder für den ISA-Bus komplett verzichtet und nur der Steckverbinder für PCI verwendet. Im Jahre 2008 wurde PCI/104 Express und PCIe/104  eingeführt. Dort wurde an der Position des früheren ISA-Steckverbinders ein Steckverbinder für PCI Express und weitere Schnittstellen, wie z. B. USB oder SATA eingeführt. PCI/104 Express verfügt weiterhin über den PCI-Steckverbinder, während PCIe/104 nur den für PCI-Express verwendet. Für PCIe/104 existieren zwei verschiedene Spezifikationen des Steckverbinders: Type 1 und Type 2. Während ersterer über eine PCI-Express-Schnittstelle mit 16 Lanes verfügt, sind bei Type 2 an Stelle dieser Signale wie SATA, USB 3.0 und LPC verfügbar. 2015 wurde für PCI/104-Express und PCIe/104 eine „Onebank“-Variante eingeführt. Diese verwendet einen kleineren, kostengünstigeren Busstecker, der zum verwendeten Full-Size-PCIe/104-Stecker kompatibel ist und damit Platz für weitere Bauelemente auf der Platine schafft.
Die Formfaktoren EBX und EPIC sehen ebenfalls den Einsatz von PC/104-kompatiblen Modulen vor.
2006 lag der weltweite Umsatz von PC/104-Modulen noch bei 80,1 Mio. US-$ gegenüber den PC/104-Plus-Modulen mit 22,5 Mio. US-$.
|                         | Jahr | ISA | PCI | PCI Express | PCI Express | PCI Express | USB | USB    | SMB | SATA | LPC | RTC Batterie | Spannungen                  | Spannungen                  | Spannungen                  | Spannungen                  | Spannungen                  |
| x16                     | Jahr | ISA | PCI | x4          | x1          | 2.0         | 3.0 | +3,3 V | SMB | SATA | LPC | RTC Batterie | +5 V                        | −5 V                        | +12 V                       | −12 V                       |                             |
| ----------------------- | ---- | --- | --- | ----------- | ----------- | ----------- | --- | ------ | --- | ---- | --- | ------------ | --------------------------- | --------------------------- | --------------------------- | --------------------------- | --------------------------- |
| PC/104                  | 1992 | 1   |     |             |             |             |     |        |     |      |     |              |                             | Grünes Häkchensymbol für ja | Grünes Häkchensymbol für ja | Grünes Häkchensymbol für ja | Grünes Häkchensymbol für ja |
| PC/104-plus             | 1997 | 1   | 1   |             |             |             |     |        |     |      |     |              | Grünes Häkchensymbol für ja | Grünes Häkchensymbol für ja | Grünes Häkchensymbol für ja | Grünes Häkchensymbol für ja | Grünes Häkchensymbol für ja |
| PCI-104                 | 2003 |     | 1   |             |             |             |     |        |     |      |     |              | Grünes Häkchensymbol für ja | Grünes Häkchensymbol für ja | Grünes Häkchensymbol für ja | Grünes Häkchensymbol für ja | Grünes Häkchensymbol für ja |
| PCI/104-Express         | 2008 |     | 1   | 1           |             | 4           | 2   |        | 1   |      |     |              | Grünes Häkchensymbol für ja | Grünes Häkchensymbol für ja |                             | Grünes Häkchensymbol für ja |                             |
| PCI/104-Express OneBank | 2015 |     |     |             |             | 4           | 2   |        | 1   |      |     |              | Grünes Häkchensymbol für ja | Grünes Häkchensymbol für ja |                             | Grünes Häkchensymbol für ja |                             |
| PCIe/104 Type 1         | 2008 |     |     | 1           |             | 4           | 2   |        | 1   |      |     |              | Grünes Häkchensymbol für ja | Grünes Häkchensymbol für ja |                             | Grünes Häkchensymbol für ja |                             |
| PCIe/104 Type 2         | 2008 |     |     |             | 2           | 4           |     | 2      | 1   | 2    | 1   | 1            | Grünes Häkchensymbol für ja | Grünes Häkchensymbol für ja |                             | Grünes Häkchensymbol für ja |                             |
| PCIe/104 Onebank        | 2015 |     |     |             |             | 4           | 2   |        | 1   |      |     |              | Grünes Häkchensymbol für ja | Grünes Häkchensymbol für ja |                             |                             |                             |

verschiedene PC/104-Platinen
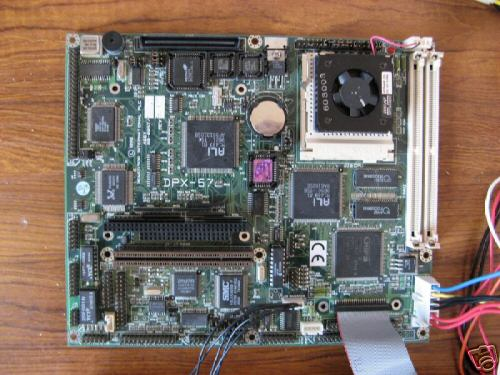
Single Board Computer mit PC/104, Sockel 3 und Ali Chipsatz
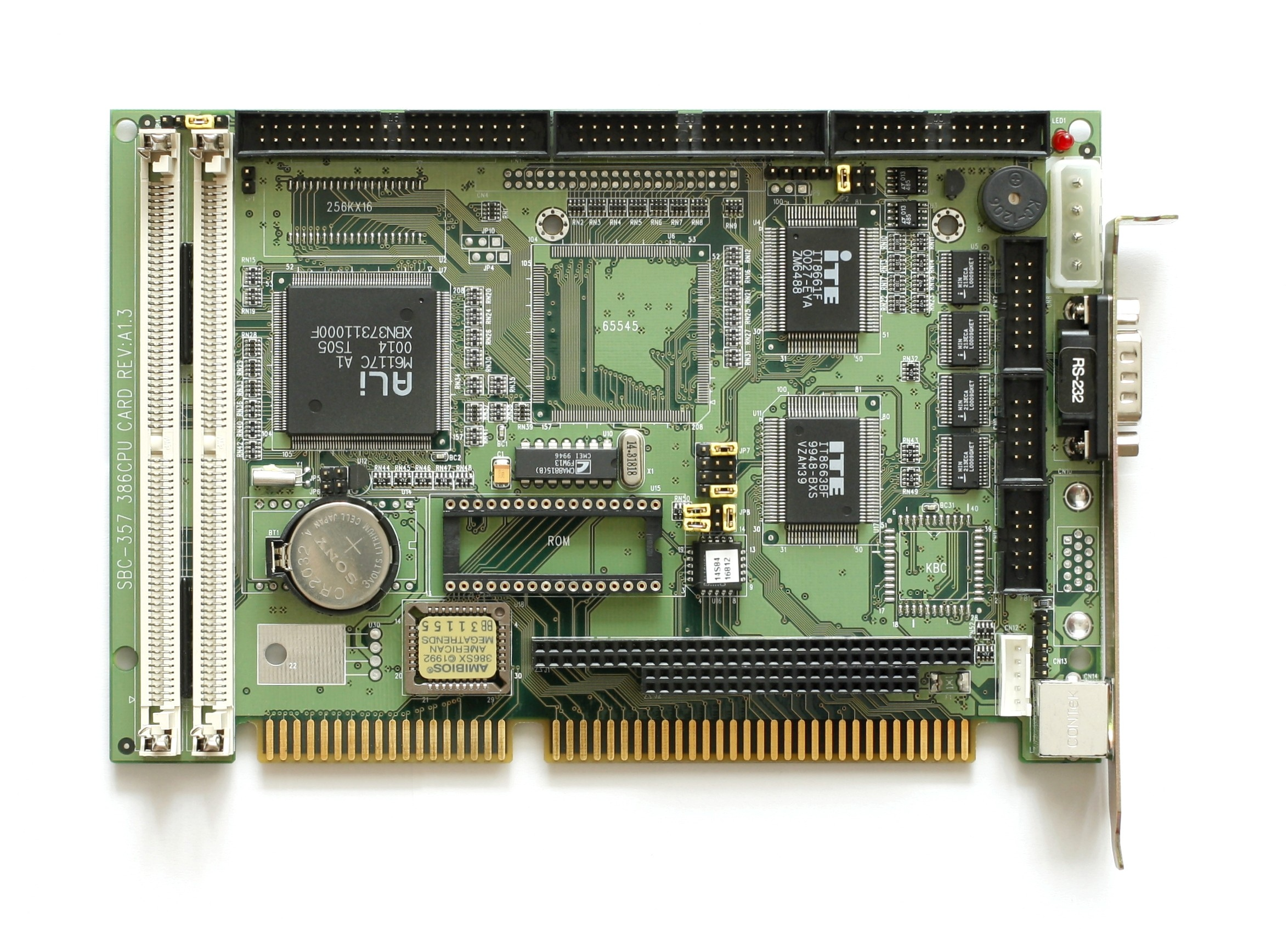
Slot-CPU mit i386SX-kompatiblen ALi M6117C für den ISA-Bus und mit Anschluss für PC/104
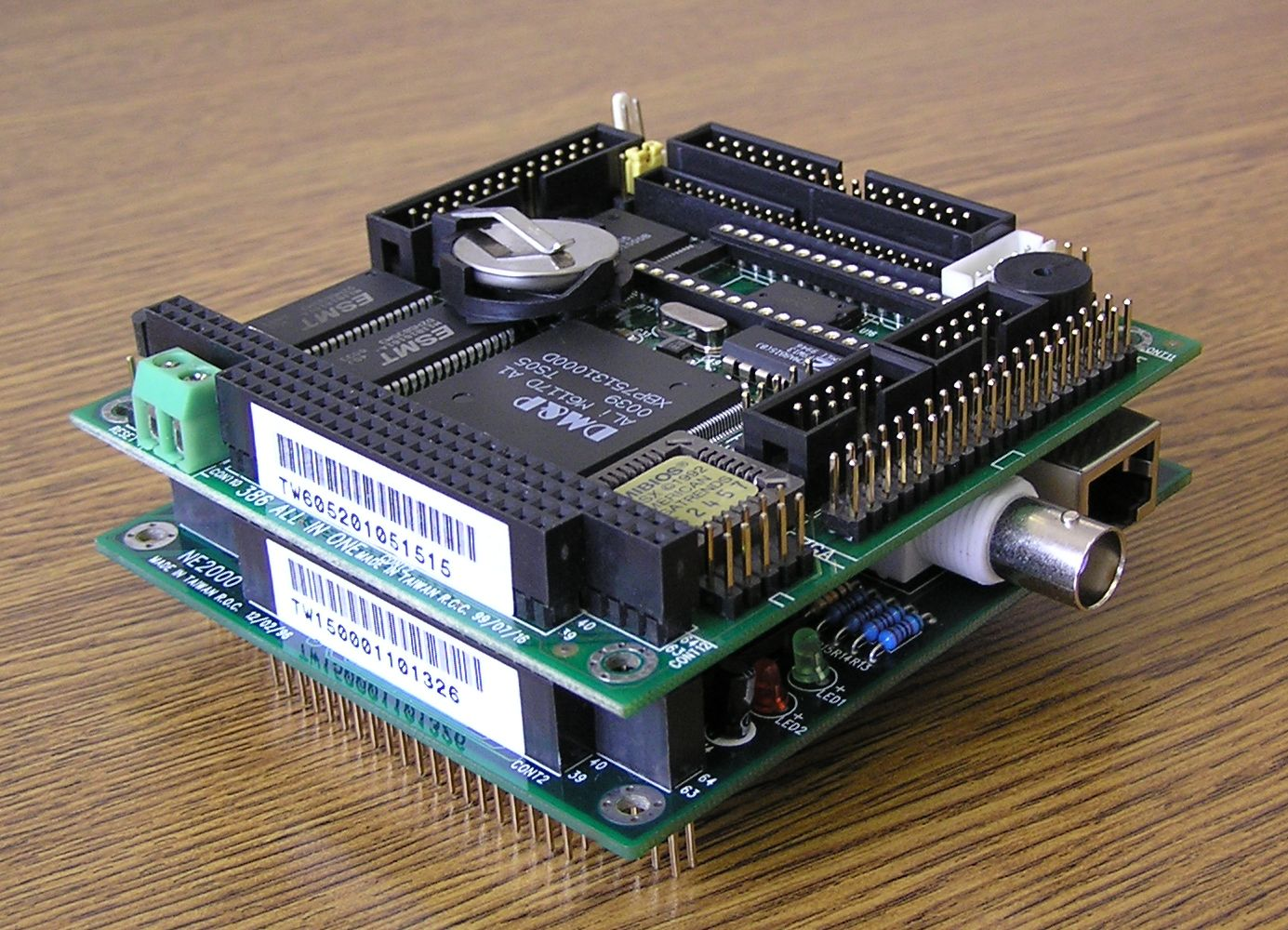
PC/104-CPU-Modul mit i386SX-kompatiblen DM&P M6117D gesteckt auf eine PC/104-NE2000-Netzwerkkarte
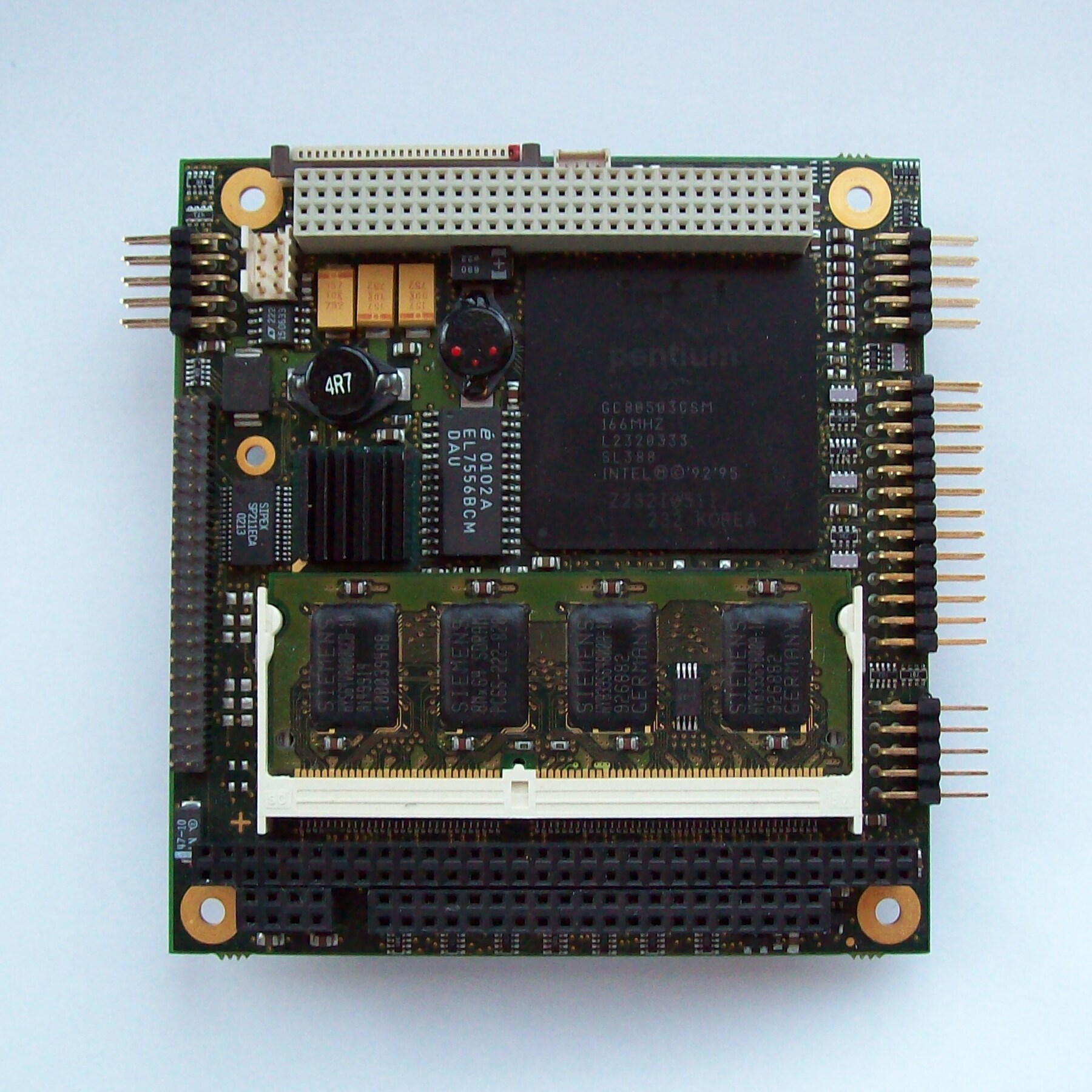
PC/104-plus-CPU-Modul mit Embedded Pentium MMX 166 MHz (Tillamook)
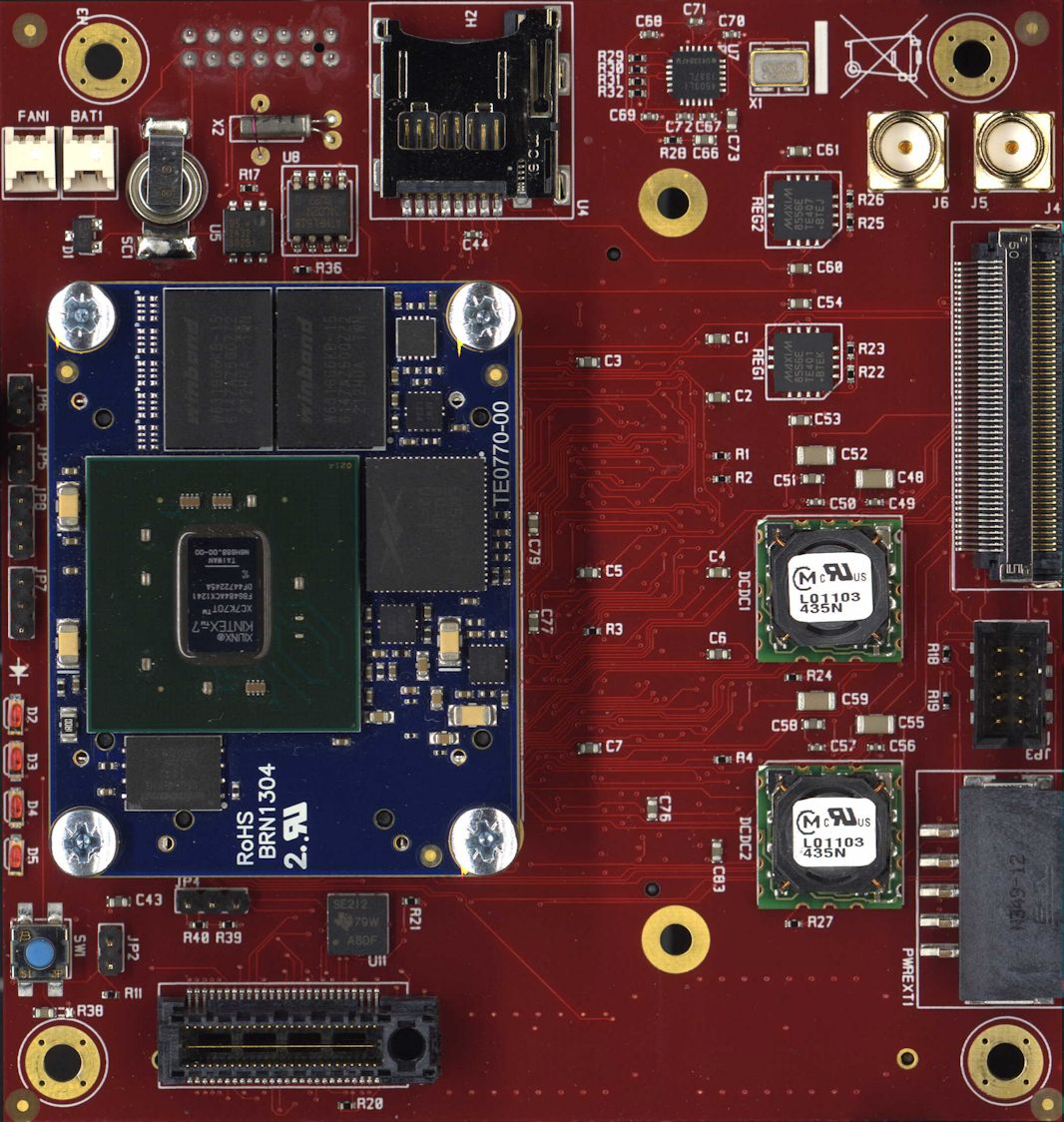
PCIe/104-Onebank-Modul mit einem FPGA von Xilinx
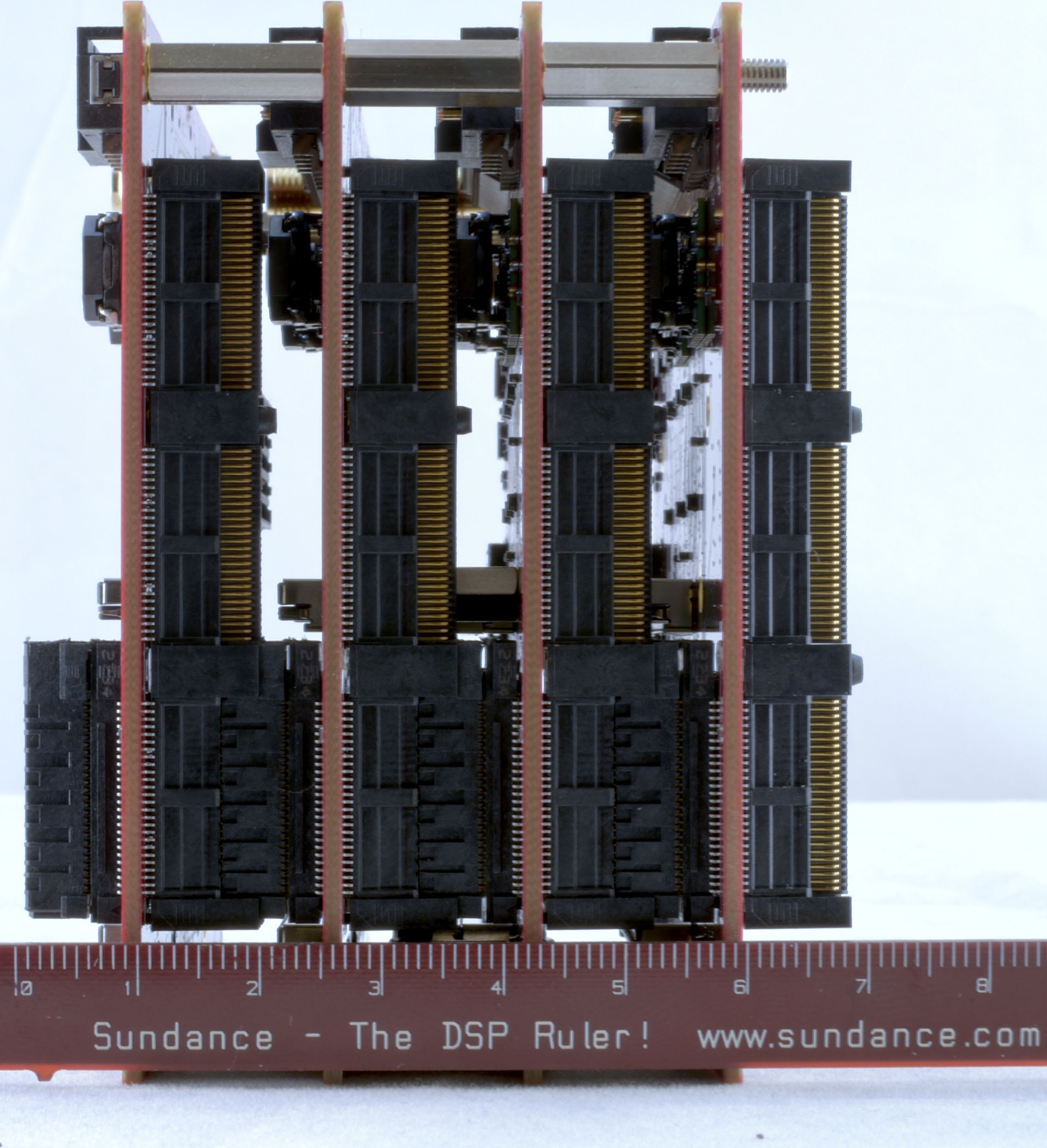
Ein Stapel von mehreren PCIe/104-Onebank-Modulen